# 18236 Bernardburke
18236 Bernardburke è un asteroide della fascia principale. Scoperto nel 1973, presenta un'orbita caratterizzata da un semiasse maggiore pari a 2,4088444 UA e da un'eccentricità di 0,0435992, inclinata di 3,86100° rispetto all'eclittica.